# Kristýna Zemanová
Kristýna Zemanová, née le 27 octobre 2003 à Mladá Boleslav, est une coureuse cycliste tchèque, spécialiste du cyclo-cross.

## Palmarès en cyclo-cross
- 2021-2022
  -  Championne de République Tchèque de cyclo-cross
  - Classement général de la Toi Toi Cup
    - Toi Toi Cup #2, Hlinsko
    - Toi Toi Cup #3, Slaný
    - Toi Toi Cup #4, Rýmařov
    - Toi Toi Cup #5, Veselí nad Lužnicí

  - Coupe de Slovaquie #2, Grand Prix Podbrezová, Podbrezová
  - Coupe de Slovaquie #5, Grand Prix X-Bionic Samorin 1, Šamorín
  - Coupe de Slovaquie #6, Grand Prix X-Bionic Samorin 2, Šamorín
  - Munich Super Cross, Munich
  - 7e du championnat du monde de cyclo-cross espoirs
  - 8e du championnat d'Europe de cyclo-cross espoirs
- 2022-2023
  -  Championne de République Tchèque de cyclo-cross
  - Grand Prix Dohňany #1, Dohňany
  - Grand Prix Dohňany #2, Dohňany
  - Toi Toi Cup #4, Veselí nad Lužnicí
  - Toi Toi Cup #5, Slaný
  - Grand Prix X-Bionic Samorin 2, Šamorín
  - Grand Prix Trnava, Trnava
  -  Médaillée de bronze du championnat du monde de cyclo-cross espoirs
  - 3e de la Toi Toi Cup
  - 8e du championnat d'Europe de cyclo-cross espoirs
- 2023-2024
  -  Championne de Tchéquie de cyclo-cross
  - Toi Toi Cup #1, Kolín
  - Toi Toi Cup #2, Mladá Boleslav
  - Toi Toi Cup #3, Jičín
  - Toi Toi Cup #4, Holé Vrchy
  - Toi Toi Cup #6, Hlinsko
  - Grand Prix Trnava, Trnava
  -  Médaillée d'argent du championnat du monde de cyclo-cross espoirs
  -  Médaillée de bronze du championnat d'Europe de cyclo-cross espoirs
  - 4e du championnat d'Europe de cyclo-cross en relais mixte
  - 4e de la Coupe du monde espoirs
  - 6e du championnat du monde de cyclo-cross en relais mixte
- 2024-2025
  - Classement général de la HSF System Cup
    - HSF System Cup #2, Hlinsko
    - HSF System Cup #3, Kolín
    - HSF System Cup #4, Rýmařov
    - HSF System Cup #4, Mladá Boleslav
    - HSF System Cup #6, Uničov

  - 4e du championnat d'Europe de cyclo-cross en relais mixte
  - 4e du championnat d'Europe de cyclo-cross espoirs

## Palmarès sur route

### Par années
- 2022
  - 3e du championnat de République Tchèque sur route
- 2025
  - 3e du championnat de Tchéquie sur route

### Classements mondiaux
| Année                                 | 2022 | 2023 | 2024 |
| ------------------------------------- | ---- | ---- | ---- |
| Classement UCI                        | 426e | 656e | 675e |
|                                       |      |      |      |
| Légende : nc = non classéSource : UCI |      |      |      |

## Distinctions
- Cycliste tchèque de l'année : 2023[1]